# Čchen Mu-chua
Čchen Mu-chua (čínsky pchin-jinem Chén Mùhuá, znaky zjednodušené 陈慕华, tradiční 陳慕華; 21. června 1921 – 12. května 2011) byla čínská komunistická politička, účastnice čínské občanské války a čínsko-japonské války. Po vzniku Čínské lidové republiky působila ve Státní plánovací komisi a na úřadu zahraničních ekonomických vztahů. V 70. letech postoupila do vysokých vládních funkcí: ministryně zahraničních ekonomických vztahů (1976–1982), místopředsedkyně vlády (1978–1982), státní poradkyně (1982–1988), ministryně zahraničního obchodu a ekonomické spolupráce (1982–1985), guvernérka Čínské lidové banky (1985–1988). Zastávala vysoké pozice v Komunistické straně Číny: členka ústředního výboru (1973–1997) a kandidátka politbyra (1977–1987). V letech 1988–1998 byla místopředsedkyní stálého výboru Všečínského shromáždění lidových zástupců (parlamentu) a současně předsedkyní Všečínského svazu žen. V úřadech a funkcích byla náročným a úspěšným vedoucím, podílela se růstu čínského zahraničního obchodu, modernizaci centrální banky a jejím zapojení do mezinárodní spolupráce, posílení práv žen a jejich role ve společnosti.

## Život

### Mládí, v Jen-anu
Čchen Mu-chua se narodila 21. června 1921 v okresu Čching-tchien na jihu provincie Če-ťiang. Její strýc byl úředníkem kuomintangského letectva, a umožnil jí dokončit středoškolské vzdělání, a studium stavebnictví na univerzitě v Šanghaji. ale ona sympatizovala s komunistickou věcí a v roce 1938, po vypuknutí druhé čínsko-japonské války, odešla do Jen-anu, válečné základny komunistů. Matce řekla, že se za půl roku vrátí, ale domů se nemohla vrátit před koncem války v roce 1945, kdy její matka již zemřela.
Čchen vystudovala vojenství na Protijaponské vojenské a politické univerzitě v Jen-anu a vstoupila do Komunistické strany Číny. Univerzita původně nepřijímala ženy ke studiu v důstojnických kurzech, Čchen Mu-chua protestovala u Mao Ce-tunga a dosáhla změny pravidel, načež byla mezi prvními dvanácti ženami které se absolvovaly důstojnický výcvik, přičemž za stejných podmínek a nároků jako muži. Mezi její přednášející na univerzitě patřili významní vojevůdci a politici, mimo jiné Ču Te, Čchen Jün a Otto Braun. Během jenanského nápravného hnutí byla kvůli svému kuomintangskému strýci vystavena neustálému vyšetřování, přestože byla těhotná. Když se jí v roce 1943 narodila dcera, byla nucena se jí vzdát, její prověřování skončilo až na zásah Čou En-laje. Po studiu byla přidělena ke do štábu generála Siao Ťing-kuanga, sloužila jako důstojnice jenanské posádky. Později, během občanské války byla převelena do Džeholu, kde zaujíma různé funkce v tamním vojenském obvodu, mimo jiné na železnici, uhelném dole, vedla školku a nemocnici.

### Úřednice v Čínské lidové republice
Po založení Čínské lidové republiky v roce 1949 pracovala v ekonomické oblasti. V 50. letech působila jako vedoucí úřednice dopravním odboru Státní plánovací komise. V 60. letech přešla do Úřadu pro zahraniční ekonomické vztahy, kde měla na starosti pomoc Číny africkým zemím. Během kulturní revoluce byla zařazena mezi funkcionáře vedoucí Čínu ke „kapitalistické cestě“ rozvoje, mimo jiné proto, že požadovala, aby se úředníci jednající se zahraničím učili cizí jazyky. Kolovaly také zvěsti, že Čchen Čeng, kuomintangský viceprezident Čínské republiky na Tchaj-wanu, je její strýc. Její bratr žijící v provincii Chej-lung-ťiang byl proto stoupenci kulturní revoluce pronásledován až k smrti. Po své politické rehabilitaci byla v roce 1970 jmenována náměstkyní ministra zahraničních ekonomických vztahů, přičemž referovala přímo premiérovi Čou En-lajovi.

### Politička Čínské lidové republiky
Roku 1973 byla na X. sjezdu KS Číny zvolena členkou ústředního výboru (znovuzvolena na následujících sjezdech roku 1977, 1982, 1987 a 1992, ve funkci do zůstala do roku 1997). V listopadu 1976 povýšila z náměstkyně na ministryni zahraničních ekonomických vztahů (do března 1982). Na XI. sjezdu KS Číny v srpnu 1977 byla potvrzena v ústředním výboru a zvolena kandidátkou politbyra (znovuzvolena na XII. sjezdu v září 1982, do XIII. sjezdu v listopadu 1987).
Začátkem roku 1978 byla zvolena poslankyní Všečínského shromáždění lidových zástupců. V březnu 1978 se stala místopředsedkyní vlády, což byla v té době nejvyšší funkce ve výkonné větvi moci Čínské lidové republiky, které dosáhla žena. Když Čína na počátku 80. let zahájila politiku plánování rodiny, byla pověřena vedením Státní komise pro plánování rodiny. Ve vládě odpovídala i za turistiku a otázky péče o děti. V březnu 1982 bylo ministerstvo zahraničních ekonomických vztahů s třemi dalšími ministerstvy a komisemi sloučeno do ministerstva zahraničního obchodu a ekonomické spolupráce, Čchen Mu-chua zůstala jeho ministryní (do března 1985). V květnu 1982 přešla (s většinou dosavadních místopředsedů) z funkce místopředsedy vlády do nově zřízené o stupeň nižší pozice státního poradce (do dubna 1988). Při řízení zahraničního obchodu prováděla politiku podporující export (mimo jiné prosadila ponechání osminy příjmů z exportu podnikům a druhé osminy místní správě), který razantně vzrostl na více než 30 miliard dolarů. U zahraničních partnerů Číny si vysloužila pověst tvrdé vyjednavačky, která bere v úvahy zájmy Číny i zahraničních partnerů. V březnu 1985 byla jmenována guvernérkou Čínské lidové banky, čínské centrální banky. Jako guvernérka se zasloužila o důslednější kontrolu měny a řádnější dohled nad poskytováním úvěrů, přičemž dokázala minimalizovat žádosti o protekční úvěry od vysoce postavených funkcionářů pro jejich chráněnce. Zlepšila také vybavení poboček banky, bezpečnost dopravy peněz atd. Pod jejím vedením se Čína v roce 1986 stala členem Asijské rozvojové banky. Působila jako členka představenstva Asijské rozvojové banky a také Africké rozvojové banky.
S odchodem z vlády a centrální banky v dubnu 1988 byla zvolena místopředsedkyní stálého výboru Všečínského shromáždění lidových zástupců (parlamentu, znovuzvolena v březnu 1993, do března 1998). Při její volbě do stálého výboru shromáždění více než 10 % poslanců hlasovalo proti nebo se zdrželo, čímž se zařadila mezi tři nejméně úspěšné kandidáty (vedle zjevně přestárlého devětaosmdesátiletého Čou Ku-čchenga a nekompromisního konzervativce Wang Čena, zvoleného viceprezidentem). V září 1988 byla zvolena předsedkyní Všečínského svazu žen (do května 1998). Úspěšně se zasazovala o kvóty na zvýšení zastoupení žen v čínských politických orgánech, prosadila stejný věk odchodu do důchodu pro ženy a muže. Zorganizovala spolupráci s ministerstvy zemědělství, lesnictví a vědy a místními plánovacími a správními úřady na programu vzdělávání venkovských žen, během kterého se deset milionů žen naučilo číst a psát a devadesát milionů žen absolvovalo vzdělávací zemědělské kurzy, což přineslo růst významu žen na vesnici. Podílela se na modernizaci zákonodárství týkajícího se ženských práv, včetně zákonů o manželství a rodině pocházejících ještě z 50. let.

### Rodina
V roce 1940 se Chen Mu-chua v Jen-anu vdala s Čung Im (钟毅), absolventem Charbinského technologického institutu. Čung I sloužil v 60. letech 20. století jako vojenský velitel, ale kvůli špatnému zdraví odešel předčasně do důchodu. Měli čtyři dcery. Druhou novorozenou dceru byla nucena dát pryč v roce 1943, kdy byla vyšetřována během nápravného hnutí. Po roce 1949 strávil Čchen I desítky let hledáním dcery, až se nakonec v roce 1975 znovu setkali.
Zemřela v Pekingu 12. května 2011 ve věku 90 let na následky nemoci. Jejího pohřbu se zúčastnil generální tajemník ÚV KS Číny Chu Ťin-tchao a všichni členové stálého výboru politbyra. V oficiálním nekrologu byla zhodnocena jako „vynikající členka strany, dlouholetá osvědčená bojovnice za komunistickou věc, proletářská revolucionářka, vynikající vůdčí osobnost v oblasti ekonomických záležitostí a záležitostí žen a dětí“, pohřbena byla na Papaošanském revolučním hřbitově.